# 獨立作戰任務師
獨立作戰任務師（羅馬化：ODON），又名捷爾任斯基師，是蘇联和其後俄罗斯的内務部裡快速部署的内部安全師，目前隶属於俄罗斯的國家近衛軍作戰部隊。

## 蘇聯時期
這支隊的前身是蘇俄中央委員會的第1自動戰鬥分隊，於1918年2月创建。該支隊的任務是保護蘇俄中央委員會和蘇俄人民委員會的成员，并為他们提供乘用車。1918年3月政府迁至莫斯科後，它與拉脫維亞步槍兵和後来的克里姆林宮學員合作。在鼎盛时期，該支隊有400多人。
1921年，這支隊被转移到蘇俄肅反委員會（其後改名為國家政治保衛總局）。同年，這委員會從第1自動戰鬥分隊、3個步枪排、1個騎兵中隊和各種辅助单位，组建了OSNAZ 营，总兵力约1,100人。
1924年6月17日，1個步枪营和1個步枪團加入了 OSNAZ 营，並共同组成了該局的特種部隊，並包括4個步枪團和1個装甲車分隊。1926年，更有1個團和5個营加入了這部隊，把总兵力提高到约4,500人。同年8月，該師以捷爾任斯基而更名為"捷爾任斯基師"。
1929年，DON重组為一個完整的陆軍師。1931年，装甲車分隊重组為装甲團。1934年，國家政治保衛總局轉入内務人民委員部。該師在與芬蘭在冬季戰爭的前线作戰。
随着二次大戰的爆发，部分師参加了莫斯科戰役；剩余的部隊守卫着首都特别重要的设施，在街道上巡逻，并在前线附近和城市内，参與清除敌軍的渗透。
莫斯科的師人员拘留了485名敌方情报人员、69,753名逃兵和超过320,000名既定政权的罪犯。
該師参加了1941年十月在莫斯科红场举行的革命游行。
在與納粹德軍的戰鬥中，第4騎兵團（後来的第4摩托化步兵）的狙击手表现出色。在两個狙击團的首次部署中，他们已杀了853名德軍士兵和軍官。只在1942年，狙击師共已杀了6,440名德軍士兵和軍官。
這部隊在雅爾塔會議期間負責保護盟軍的領導人。
為准备1980年莫斯科奥運會，這師的精锐部隊接受了特種部隊戰訓練，並後来成為勇士特種部隊。

## 俄羅斯獨立後

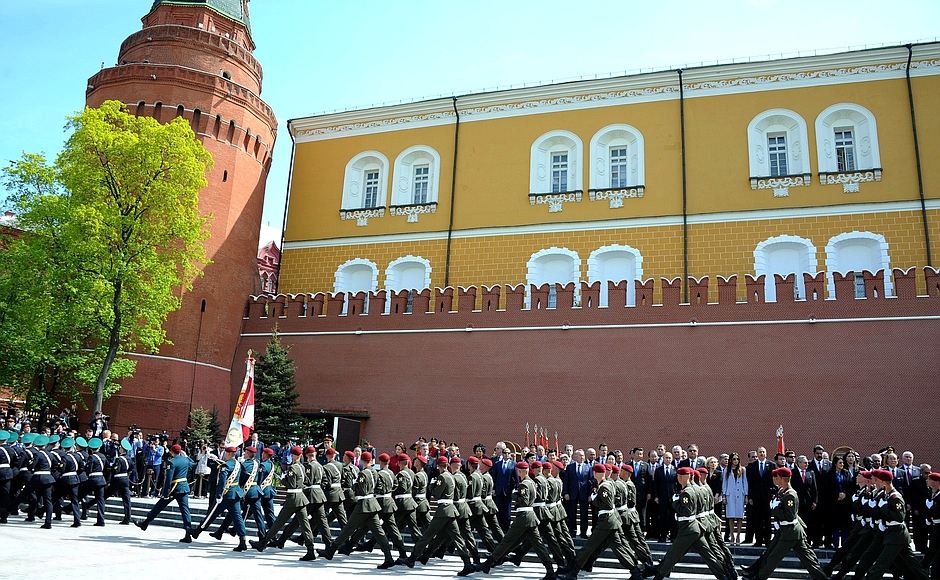
2015年勝利日，ODON 的士兵在亞歷山大公園游行。

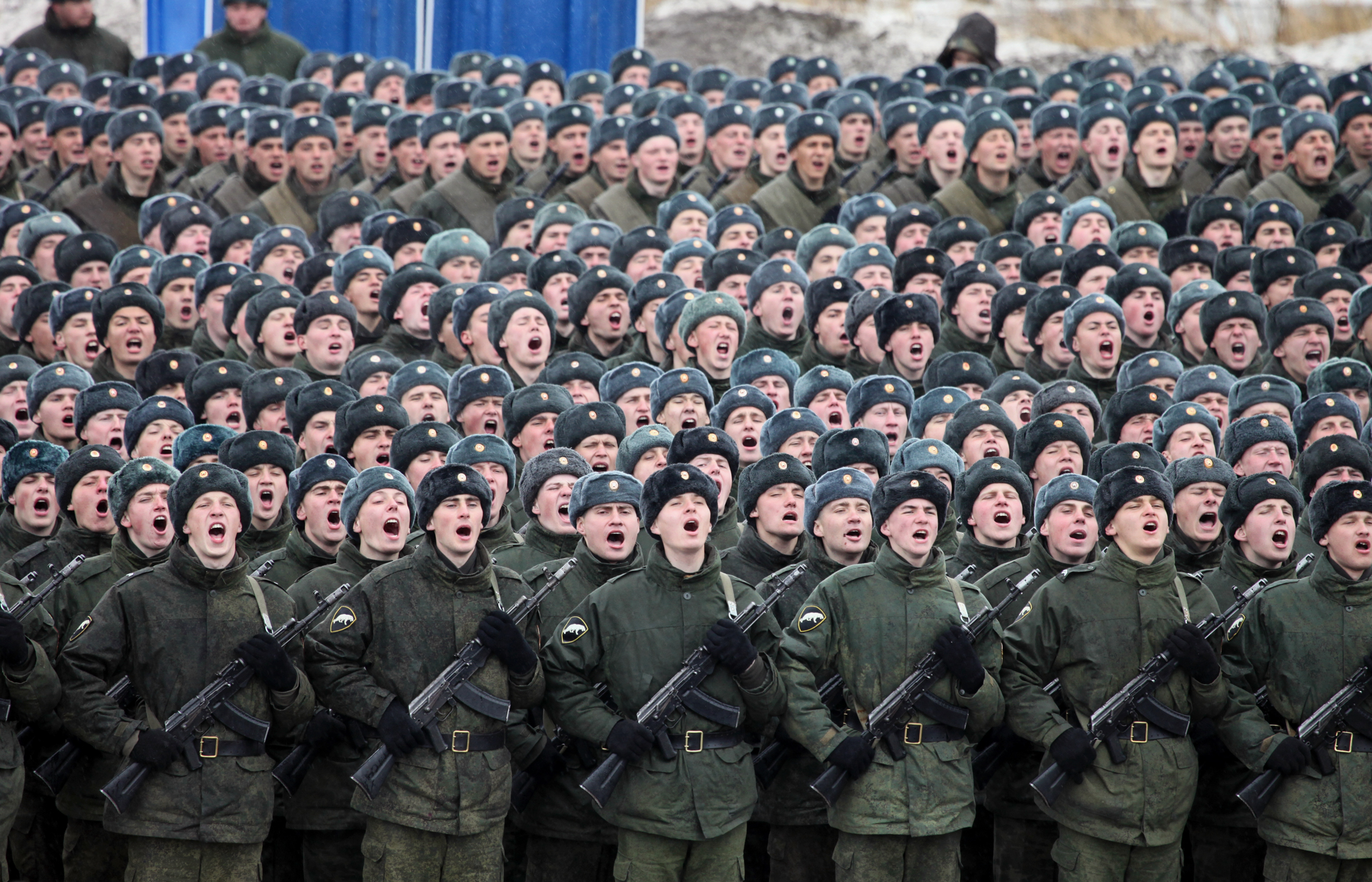
来自俄罗斯内卫部队的ODON師軍人。维塔利·库兹明摄

與往常一样，他们在俄罗斯举行的重要活动中构成第一道安全防线，并在每年的莫斯科勝利日閱兵和莫斯科11月7日周年阅兵中代表内衛部隊。
随着俄羅斯聯邦國家近衛軍的组建，ODON 於2016年4月正式更名為 "俄罗斯联邦国民警卫隊司令部 'F. E. 捷尔任斯基' 朱可夫、列宁和十月革命红旗作戰目的独立司令部" 。

全師共有一万多人，装甲車数百辆，包括以下軍事单位（截至2013年1月1日）：
- 第604特別用途中心，部隊代號3179，於2008年由勇士特種部隊和羅斯特種部隊（俄语：Отряд специального назначения «Русь»）合并而成[2]
- 第2作戰职责團
  - 仪仗隊[3]
- 第4作戰职责團
- 第5作戰职责團
- 第16培训中心
- 第60教導團
- 第319保護和安全培训中心营（莫斯科州诺瓦亚和诺金斯克）
- 第344獨立警衛营
- 第441安全营，2012年11月至12月组建
- 第752工程营
- 獨立通信营
- 獨立维修和翻新营
- 獨立衛生營
- 獨立警備與教導營
- 獨立医疗营
- 第4獨立放射性、生物武器、化學武器防護連
- 捷爾任斯基部樂隊（英语：Band of the Dzerzhinsky Division）

該師另設有：
- 主要軍隊临床医院
- 中央通讯中心
- 自动化控制系统主中心
- 工程和技术支持中心
- 驻軍軍官住宅（俄语：Дом_офицеров）

## 師长
- 谢爾盖·菲利波夫（1921-1923)
- 帕维爾·科比列夫（1923-1928)
- 米哈伊爾·弗里诺夫斯基（1928-1930)
- 谢爾盖·康德拉季耶夫指挥官（1930-1936)
- 指挥官帕维爾·托罗辛（1936-1938)
- 帕维爾·阿爾捷米耶夫中将（1938-1941)
- 米哈伊爾马爾琴科夫少将（1941-1943)
- 安德烈·戈洛夫科少将（1943)
- 伊万·皮亚舍夫少将（1943-1953)
- 亚历山大·埃潘钦少将（1953-1956)
- 帕维爾·科爾任科少将（1956-1965)
- 安德烈·科兹洛夫少将（1965-1968)
- 叶夫根尼·波日达耶夫少将（1969-1974）
- 德米特里·纳利瓦爾金少将（1974-1982)
- 尤里·博古诺夫少将（1982-1987)
- 维塔利·博索夫少将（1987-1991)

- 伊戈爾·鲁布佐夫少将（1991-1993)
- 亚历山大·布德尼科夫少将（1993-1995)
- 根纳季·季霍诺夫少将（1995-1998)
- 弗拉基米爾·曼纽塔上校（1998-1999)
- 尼古拉·图拉平少将（1999-2002）
- 谢爾盖·梅利科夫少将（2002-2008)
- 帕维爾博科夫少将（2008-2010）
- 伊戈爾·波杜布尼少将（2010-2013）
- 谢爾盖·扎哈罗夫少将（2013-2016）
- 德米特里·切列帕诺夫少将（2016-2021）
- 尼古拉·库兹涅佐夫少将（自2021年起）